# Десятичное время

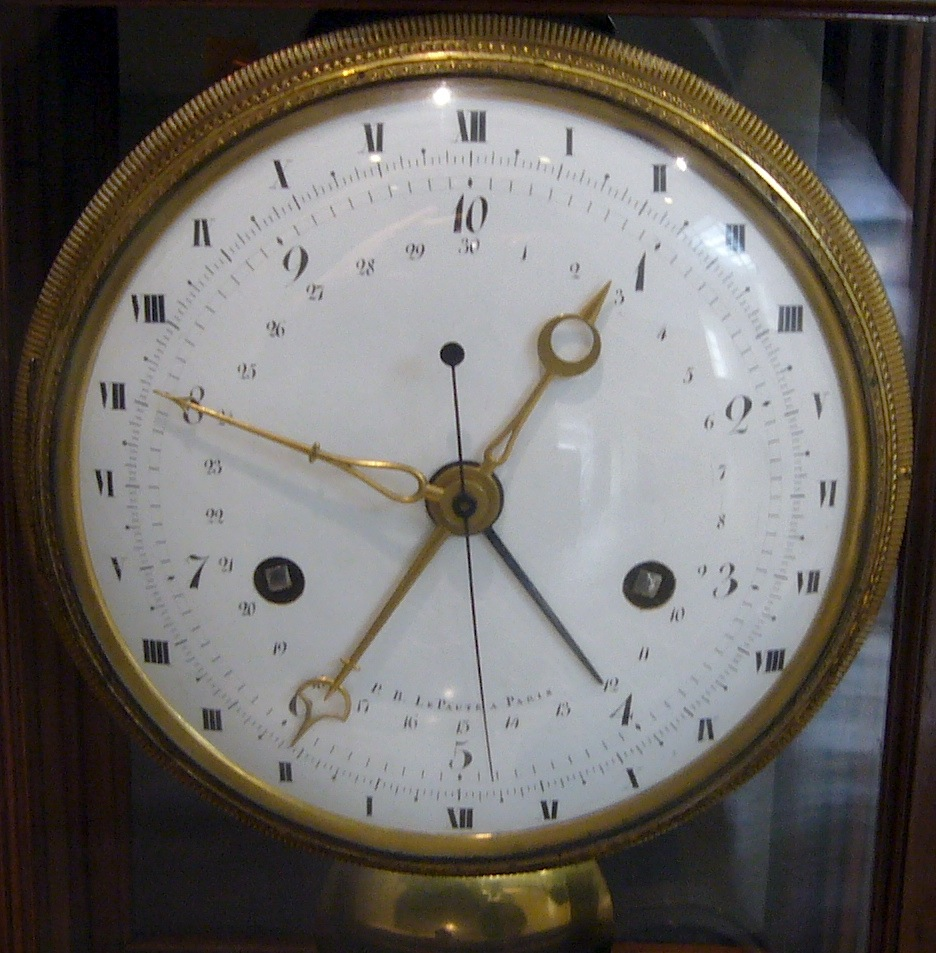
Циферблат десятичных часов времён Великой Французской революции

Десятичное время — система представления времени, основанная на десятичных долях суток. Сутки в этой системе делятся на 10 десятичных часов, а каждый десятичный час делится на 100 десятичных минут, которые в свою очередь делятся на 100 десятичных секунд. 
Таким образом, в сутках получаются 100 000 десятичных секунд (которые соответствуют 86 400 стандартным шестидесятеричным секундам), то есть десятичная секунда примерно на 14 % короче обычной. Для приближённой ориентации в десятичном времени можно заметить, что десятичная секунда лишь ненамного  короче стандартной, а десятичные полчаса можно грубо считать эквивалентом стандартного двенадцатеричного часа (длятся 1,2 часа — то есть 1 час 12 минут или 72 обычных минуты).
Перевод десятичных единиц времени в стандартные:
- 1 десятичная секунда = 0,00001 суток = 0,864 секунды.
- 1 десятичная минута = 0,001 суток = 1,44 минуты = 1 минута 26,4 секунды = 86,4 секунды.
- 1 десятичный час = 0,1 суток = 2,4 часа = 2 часа 24 минуты = 144 минуты = 8640 секунд.

## История
В древнем Китае параллельно использовалось деление суток на 100 кэ (刻) и на 12 «двойных часов» ши (кит. трад. 時辰, упр. 时辰, пиньинь shíchén). Для совместимости каждый кэ делился на 60 фэней (то есть один ши составлял 500 фэней). В XVII веке иезуиты ввели в Китае западную систему исчисления времени, а кэ был переопределён как 1/96 суток (15 минут).
Десятичное время было введено во время Великой французской революции декретом конвента от 5 октября 1793 года с дополнениями 24 ноября. Сутки от полуночи до полуночи делились на 10 десятичных часов, час на 100 десятичных минут, а минута на 100 десятичных секунд. Таким образом, полночь приходилась на 0:00:00, полдень — на 5:00:00 и т. п. В отличие от метрической системы мер, эта система измерения времени не получила достаточного распространения и была официально отменена в 1795 году.

## Дробные сутки
Во многих случаях в науке, в особенности, в астрономии время указывается в долях суток. Например, 15 ч 36 мин UTC 1 января 2000 года может быть обозначено как:
- 0,65 января 2000
- JD 2451545,15
- 36526,65 (суток с начала 1 января 1900 года, считая 1900 год високосным, используется в Microsoft Excel)

## Прочее
- На немецких железных дорогах время рассчитывается и устанавливается в десятых долях минуты (одна десятая минуты = шесть секунд).  Внутренние расписания точны до десятых долей минуты.
- Десятичное время — распространённый розыгрыш, основанный на том, что время собираются официально заменить на десятичное[1].

- В фантастической дилогии Сергея Лукьяненко «Звёзды — холодные игрушки / Звёздная тень» Геометры использовали десятичное время.